# Caderina
La caderina è una molecola (una glicoproteina integrale) che media l'adesione cellulare in presenza di Ca2+. Il nome deriva dalla contrazione dell'inglese calcium adhesion (adesione tramite calcio). Le caderine rivestono la superficie della cellula dotandola di cariche negative (grazie alla presenza di residui oligosaccaridici), mentre il Ca2+ funziona da "collante": con le 2 cariche positive, infatti, lo ione si interpone fra 2 caderine presenti su cellule diverse e ne permette l'adesione. In mancanza di Ca2+, le cariche negative (non schermate) delle caderine eserciterebbero una mutua repulsione elettrostatica che non consentirebbe l'avvicinamento tra cellule.
L'adesione promossa dalle caderine è un'adesione omotipica o omofila, ovvero fra cellule uguali.
Esistono circa 100 caderine diverse, suddivisibili in almeno 6 sottofamiglie, tra cui le caderine classiche e le caderine desmosomiali. Nei vertebrati possiamo classificare le caderine classiche in base al tessuto di appartenenza:
- caderine E (epiteliali) dette uvomoruline
- caderine P (placentari)
- caderine N (nervose)
- caderine desmosomiche, le quali a loro volta sono identificate in due diverse classi, le desmogleine e le desmocolline e che intervengono nella formazione dei desmosomi.

I vari tipi di caderine sono codificate da geni diversi ma hanno simile sequenza amminoacidica.

## Caderine E
La funzione principale delle caderine E o E-caderine si esplica nelle giunzioni ancoranti (dette anche anchoring junctions) che sono strutture di contatto delle cellule che servono a mantenere un equilibrio meccanico nel tessuto in cui sono presenti. Le specie di caderine E rappresentate in questo sistema sono le placoglobine e le desmoplachine. Queste proteine strutturali si legano a proteine filamentose come ad esempio la desmogleina e la desmocollina che a loro volta si legano alle ABP (actin binding protein) che sono appunto proteine deputate all'ancoraggio dell'actina (actinina A, miosina e tropomiosina). Queste strutture nel loro complesso vengono chiamate giunzioni aderenti e sono appunto caratterizzate dall'avere come proteine costitutive delle caderine E a differenza di strutture come gli emidesmosomi, che invece collegano metabolicamente e meccanicamente l'epitelio basale e una membrana basale, e che hanno come proteine costitutive non caderine E ma integrine anch'esse leganti le ABP. 
Un deficit a carico dei geni responsabili dell'espressione delle componenti riguardanti la Caderina E, e quindi la sua non produzione, può creare una condizione predisponente all'insorgenza di neoplasie di origine epiteliale (es. Adenocarcinoma gastrico), facilitando il processo metastatico della lesione.

## Adesione omofilica
Il legame tra le caderine è generalmente omofilico: le molecole di caderina di un determinato sottotipo si legano a molecole dello stesso sottotipo. Ne consegue che cellule di un tipo si uniscono a cellule dello stesso tipo e rimangono separate dagli altri tipi cellulari. Si è osservato, infatti, che cellule disaggregate aderiscono più prontamente ad aggregati del loro stesso organo. Il legame avviene alle estremità N-terminali delle molecole. La struttura delle caderine partecipanti al legame nelle giunzioni di ancoraggio va a determinare la distanza cellulare. La porzione extracellulare delle caderine è costituita principalmente dalla ripetizione di un motivo dominante detto dominio delle caderine. Nelle caderine classiche dei vertebrati, ad esempio, sono presenti 5 di queste ripetizioni, ma altre caderine non classiche ne hanno anche più di 30. I domini sono uniti tra di loro grazie a delle cerniere, presso cui sono presenti i siti che permettono il legame degli ioni Ca2+, il quale conferisce rigidità, impedendo alla struttura di flettersi. L'affinità del legame tra le molecole di caderina è in realtà bassa. È il numero di legami elevato a far risultare forte la giunzione di ancoraggio, la quale presenta caderine raggruppate fianco a fianco. Quando è necessario che una giunzione di ancoraggio si disassembli, il processo avviene separando le molecole di caderine in modo sequenziale. Anche differenze quantitative delle molecole hanno un ruolo nell'organizzazione dei tessuti: cellule con molte molecole di un tipo di caderina si aggregheranno a cellule con molte molecole dello stesso tipo di caderina.

## Catenine
Il dominio intracellulare è connesso con i filamenti di actina grazie ad ulteriori proteine: le catenine. Le caderine classiche necessitano delle catenine per il legame indiretto con i filamenti di actina. Si tratta principalmente della β-catenina, ma è probabile che siano presenti anche altre proteine come l'α-catenina, la vinculina e la placoglobina (gamma-catenina) , le quali potrebbero essere coinvolte nell'assemblaggio del legame. Un'altra proteina intracellulare, ovvero la catenina p120, si lega anch'essa alla coda citoplasmatica della caderina e ne regola la funzione. La β-catenina ha anche una funzione importante nella segnalazione intracellulare. Infatti, le proteine Wnt si legano a Frizzled e inibscono la degradazione della β-catenina. Le proteine Wnt sono molecole segnale agenti da mediatori locali e morfogeni, fondamentali nello sviluppo animale. Esse sono prodotte da geni come Wingless (Drosophila) e Int1 (topo) e sono presenti in 19 tipi nell'uomo. Tra le tre vie di Wnt che permettono la segnalazione intracellulare vi è la via Wnt/β-catenina, detta anche via canonica di Wnt. Quando la β-catenina non è associata alle caderine, viene degradata rapidamente nel citoplasma grazie a grandi complessi di degradazione. La via di Wnt inibisce questo complesso, facendo sì che la β-catenina si accumuli nel nucleo, dove altera lo schema di trascrizione genica, attivando i geni bersaglio di Wnt, tra i quali vi è c-Myc.